# Chlorotettix floridanus
Chlorotettix floridanus är en insektsart som beskrevs av Delong 1924. Chlorotettix floridanus ingår i släktet Chlorotettix och familjen dvärgstritar. Inga underarter finns listade i Catalogue of Life.